# Бангър
Бангор (на английски: Bangor) е град в САЩ, щата Мейн. Административен център е на окръг Пенобскот. Населението на града е 31 903 души (по приблизителна оценка от 2017 г.). Бангор е най-важният търговски и кулутрен център на източен и Северен Мейн.